# Sagebrush Roundup
Der Sagebrush Roundup ist eine US-amerikanische Country-Sendung, die von WMMN aus Fairmont, West Virginia, gesendet wird.

## Geschichte

### 1938 bis 1948
Die erste Sendung des Sagebrush Roundups fand am 27. Dezember 1938 statt. Da es in Virginia schon viele bekannte Barn Dance Shows wie das WWVA Jamboree, den Old Dominion Barn Dance oder die WCHS Old Farm Hour in Virginia gab, organisierte auch die Leitung des Senders WMMN eine wöchentliche Radioshow. Der Musiker „Uncle“ Nat Royster schlug dem Manager der Station dieses Format vor und nannte es „Sagebrush Roundup“. Die erste Show wurde unter der Leitung von Royster und Murrell Poor in einem Studio des Senders abgehalten. Frühe Mitglieder der Show waren unter anderem Curley Mitchell und seine Ploughboys, die Buskirk Family, Tex Mitchell, die Trading Post Gang, Cowboy Loye und seine Blue Bonnet Group sowie die Rhythm Rangers. Auch Buddy Starcher, der 1934 die Old Farm Hour auf den Weg gebracht hatte, war zeitweise Ensemble-Mitglied. Schon bald zog die Show in das größere Fairmont Armory um und bis 1941 hatten über 300.000 Zuschauer die Show besucht.
Produzent der Show war Howard Hopkins Wolfe, der ebenfalls die Moderation übernahm. Anfang der 1940er-Jahre wurde der Sagebrush Roundup trotz des kleinen Radiosenders vom CBS-System landesweit ausgestrahlt. Star der Show war Grandpa Jones, der für längere Zeit bei WMMN war. Jedoch wurde die Show 1948 für einige Zeit eingestellt.

### Gegenwart
Heutzutage wird der Sagebrush Roundup wieder abgehalten, obgleich seine Beliebtheit abgenommen hat. Die Show wird jeden Samstag aus der Country Music Hall in Fairmont gesendet.

## Gäste und Mitglieder
| - Grandpa Jones and his Grandsons - Buddy Starcher - George „Sleepy“ Jeffers - Andy, Cap & Flip - Slim Mayes and his Buckaneers - Chief Red Hawk - The Campbell Sisters - Uncle Rufus’ Coon Hunters | - Arthur „Rusty“ Gabbard - The Blue Bonnet Girls - Blaine Smith - Enoch Haney - Monty Rosci - Jake Taylor - Jimmy James - The Davis Twins |